# 卡拉·卡拉耶夫
卡拉·阿布尔法佐维奇·卡拉耶夫，（1918年2月5日—1982年5月13日），阿塞拜疆人，苏联音乐家。阿塞拜疆苏维埃社会主义共和国科学院院士。曾任巴库爱乐乐团艺术总监；阿塞拜疆苏维埃社会主义共和国科学院艺术研究所音乐部门负责人；巴库音乐学院教授、院长；阿塞拜疆苏维埃社会主义共和国作曲家协会主席、第一书记；苏联作曲家协会书记等职务。

## 生平

### 早年生活
1918年2月5日出生于巴库的一个医生家庭。父亲阿布尔法兹·卡拉耶夫是阿塞拜疆著名的儿科医生，苏联时期担任阿塞拜疆苏维埃社会主义共和国医学研究所儿科学主任。母亲索纳·阿洪多娃-卡拉耶娃是阿塞拜疆第一批接受高等教育的女性，并在后来成为一名诗人。
1926年，8岁的卡拉耶夫进入阿塞拜疆国家音乐学院（巴库音乐学院的前身）的初等音乐学校学习。1930年毕业后进入巴库工人音乐学院钢琴班学习，师从音乐家格里戈里·沙罗耶夫。由于其出色的音乐天赋，卡拉耶夫在1935年进入音乐学院作曲班，跟随音乐家利奥波德·鲁道夫和乌泽伊尔·哈吉别约夫学习作曲知识和阿塞拜疆民乐。

### 艺术生涯
1937年，卡拉耶夫加入阿塞拜疆苏维埃社会主义共和国作曲家联盟。1938年，20岁的卡拉耶夫为阿塞拜疆诗人拉苏尔·礼萨的诗谱写了他的第一部音乐作品《心灵之歌》，并于同年在莫斯科大剧院参加演出，斯大林出席了这次演出。斯大林还出席了在莫斯科大剧院举办的苏维埃阿塞拜疆艺术十年展，卡拉耶夫为此创作了一部清唱套曲。随后，卡拉耶夫进入莫斯科柴可夫斯基音乐学院学习。在莫斯科，他受到了音乐家阿纳托利·亚历山德罗夫、谢尔盖·瓦西连科和德米特里·肖斯塔科维奇的指导。他与肖斯塔科维奇建立了良好的师生关系和深厚的个人友谊。
苏德战争期间，卡拉耶夫在莫斯科的学习被迫中断。1941年，卡拉耶夫回到巴库并在阿塞拜疆国家爱乐乐团艺术总监。1943年，他返回莫斯科继续学业。1944年当选阿塞拜疆苏维埃社会主义共和国作曲家协会副主席。1945年，他与作曲家乔夫达特·哈吉耶夫共同创作了歌剧《祖国》（Vətən）并因此获得了斯大林奖。1946年，他毕业于莫斯科音乐学院肖斯塔科维奇的作曲班，随后在巴库音乐学院任教。
1948年，卡拉耶夫根据阿塞拜疆诗人尼扎米的名著《莱拉与马吉农》创作了同名交响诗并再次获得斯大林奖。在乌泽伊尔·哈吉别约夫去世后，卡拉耶夫成为阿塞拜疆苏维埃社会主义共和国科学院艺术研究所音乐部门的负责人。卡拉耶夫保留了哈吉别约夫在教学中对阿塞拜疆民间音乐传统的强调，还推广了当代的音乐流派，如爵士乐。1949年，他任阿塞拜疆音乐学院音乐系主任并加入联共（布）。1950年-1959年，卡拉耶夫担任巴库音乐学院院长。
1952年，卡拉耶夫所创作的芭蕾舞剧《七美人》（Seven Beauties）在阿塞拜疆歌剧院和芭蕾舞剧院上演。这部根据诗人尼扎米的著名诗作《哈夫特佩卡》而作的芭蕾舞剧开启了阿塞拜疆古典音乐史上的新篇章。同年，他当选苏联保卫和平委员会委员并随苏联文艺代表团访问阿尔巴尼亚。
1953年当选阿塞拜疆苏维埃社会主义共和国作曲家协会主席，他的芭蕾舞剧《七美人》也首次在列宁格勒演出。1954年-1982年，卡拉耶夫担任列宁奖评选委员会委员。1956年-1973年，他当选阿塞拜疆苏维埃社会主义共和国作曲家协会第一书记。1957年，卡拉耶夫成为苏联电影摄影师协会会员。同年，他为电影《堂吉诃德》创作背景音乐。
卡拉耶夫的另一部芭蕾舞剧《雷霆之路》（The Path of Thunder），创作于1958年，根据小说家彼得·阿伯拉罕姆斯的同名著作描述了位于南非的种族冲突。同年，卡拉耶夫还为由苏联导演罗曼·卡尔曼所执导的纪录片《里海石油工人的故事》创作了配乐。1959年，卡拉耶夫卸任巴库音乐学院院长，担任作曲系教授，并当选阿塞拜疆苏维埃社会主义共和国科学院院士。他参加了莫斯科的阿塞拜疆艺术十年展，并出访捷克斯洛伐克，出席芭蕾舞剧《七美人》在捷首演。
1961年6月冷战期间，卡拉耶夫和季洪·赫連尼科夫参加在加州大学洛杉矶分校举办的第一届国际洛杉矶音乐节。6月11日，德国裔指挥家弗朗茨·威克斯曼指挥演出了卡拉耶夫的《雷霆之路》中的一个组曲。随后，卡拉耶夫访问埃及，参加《雷霆之路》在埃及的演出。1962年，卡拉耶夫成为苏联作曲家协会秘书长并担任担任第二届柴可夫斯基国际小提琴比赛评委，跟随苏联文化代表团出访美洲、非洲国家。
1964年，在莫斯科大剧院巡演期间，《雷霆之路》赴波兰参加华沙之秋音乐节。1965年，他完成了著名的第三交响曲，首演于4月21日在莫斯科举行。1969年，《经典组曲》首演在巴库举行。他还担任第二届全联盟指挥家比赛评委会主席，并与苏联文化艺术大师访问西班牙。1967年，他作为阿塞拜疆代表团成员参加在蒙特利尔世博会和在莫斯科举办的阿塞拜疆文化艺术周。1969年，他与苏联文化艺术大师一起访问日本，演出了芭蕾舞剧《七美人》、交响诗《莱拉与马吉农》和《第三交响曲》。
1971年，卡拉耶夫访问东德，为电影《戈雅》创作音乐。1972年，他担任华沙之秋当代音乐节暨第二届国际芭蕾舞艺术家比赛评委。1973年，作为第五届柴可夫斯基国际音乐比赛评委会成员，参加了在土耳其举行的调式音乐问题国际会议。
1976年，第三交响曲在布拉格成功上演。同年，他参加了“青年作曲家教育”研讨会的工作，并访问了意大利佩萨罗市。1978年，纪念卡拉耶夫诞辰六十周年音乐会在莫斯科举行。

### 晚年生活
卡拉耶夫晚年深受心脏病困扰，他缺席了1978年在巴库举行的60岁生日庆典。卡拉耶夫晚年在莫斯科生活，并于1982年5月13日逝世，享年64岁。葬于巴库荣誉谷。
卡拉耶夫是苏共22-25大代表；第5-6届苏联最高苏维埃民族院代表，第7-10届苏联最高苏维埃联盟院代表；第4届阿塞拜疆苏维埃社会主义共和国最高苏维埃代表。

## 艺术创作
卡拉耶夫师从于苏联同时期著名作曲家肖斯塔科维奇。他共创作有110多部包括歌剧、芭蕾舞曲、交响乐、室内乐、清唱套曲、钢琴独奏在内的音乐作品；其中有3部交响曲、20多部交响乐作品、50多部室内乐作品、24首钢琴前奏曲、两部歌剧和芭蕾，他同时还为电影和众多戏剧表演创作音乐。卡拉耶夫将阿塞拜疆民间音乐木卡姆的特点与爵士乐、蓝调音乐、非洲音乐、欧洲對位法的运用以及十二音技法相结合，以创作出自己别具一派的音乐风格。

## 作品
- 管弦乐曲：交响曲3首，1.b小调（1943），2.C大调（1946），3.室内管弦乐队（1965）；交响诗《莱拉与马吉农》（1947）；交响音画《堂吉诃德》（1960）；小提琴协奏曲（1967）
- 芭蕾舞剧《七美人》（1952）、《雷霆之路》（1957）
- 歌剧《祖国》（与哈吉耶夫合作，1945）
- 康塔塔《心灵之歌》（1938）；《幸福之歌》（1947）；《友谊颂》（1972）。
- 室内乐曲：弦乐四重奏2首，1.f小调（1942），2.a小调（1946）；小提琴奏鸣曲，d小调（1960）；钢琴前奏曲24首（1963）

尚有戏剧配乐；电影音乐；合唱曲；歌曲等。

## 荣誉
- 歌剧《祖国》获1946年斯大林奖二等奖
- 交响诗《莱利与马吉农》获1948年斯大林奖二等奖
- 阿塞拜疆苏维埃社会主义共和国荣誉艺术家称号（1955）
- 阿塞拜疆苏维埃社会主义共和国人民艺术家称号（1958）
- 苏联人民艺术家称号（1959）
- 戏剧《安东尼和克利奥帕特拉》音乐获1965年阿塞拜疆苏维埃社会主义共和国米尔扎·法塔利·阿洪多夫国家奖
- 芭蕾舞剧《雷霆之路》获1967年列宁奖
- 社会主义劳动英雄称号（1978）
- 两次列宁勋章（1967,1978）
- 十月革命勋章（1971）
- 劳动红旗勋章（1961）
- 保卫高加索奖章（1944）
- 1941-1945年伟大卫国战争中忘我劳动奖章（1946）
- 纪念列宁诞辰一百周年奖章

## 纪念
- 巴库地铁卡拉·卡拉耶夫站
- 巴库第8儿童音乐学校
- 莫斯科第75儿童音乐学校